# Chorizanthe stellulata
Chorizanthe stellulata Benth. – gatunek rośliny z rodziny rdestowatych (Polygonaceae Juss.). Występuje naturalnie w południowo-zachodnich Stanach Zjednoczonych – w Kalifornii. 

## Morfologia
PokrójRoślina jednoroczna dorastająca do 5–30 cm wysokości.
LiścieBlaszka liściowa liści odziomkowych ma kształt od lancetowatego do odwrotnie lancetowatego. Mierzy 5–20 mm długości oraz 8–20 mm szerokości. Ogonek liściowy jest owłosiony i osiąga 1–5 mm długości.
KwiatyZebrane w wierzchotki jednoramienne, rozwijają się na szczytach pędów. Okwiat ma obły kształt i barwę od białej do różowej, mierzy do 4–5 mm długości.
OwoceNiełupki o kulistym kształcie, osiągają 3–5 mm długości.

## Biologia i ekologia
Rośnie w chaparralu, zaroślach oraz na łąkach. Występuje na wysokości do 900 m n.p.m. Kwitnie od kwietnia do lipca.